# Ammodytoides
Genre
Ammodytoides est un genre de poissons de la famille des Ammodytidae.

## Liste des espèces
Selon FishBase (30 janv. 2016) et World Register of Marine Species (30 janv. 2016) :
- Ammodytoides gilli, Bean 1895, Gill's Sand Lance
- Ammodytoides idai Randall & Earle, 2008
- Ammodytoides kanazawai Shibukawa & Ida, 2013
- Ammodytoides kimurai, Ida et Randall, 1993, Ogasawara Sand Lance
- Ammodytoides leptus, Collette et Randall 2000, Pitcairn Sand Lance
- Ammodytoides praematura Randall & Earle, 2008
- Ammodytoides pylei, Randall, Ida et Earl 1994, Pyle's Sand Lance
- Ammodytoides renniei, Smith 1957, Scaly Sand Lance or Falsetail Sand Lance
- Ammodytoides vagus, McCulloch & Waite, 1916
- Ammodytoides xanthops Randall & Heemstra, 2008